# 定山溪溫泉
42°57′54.0″N 141°09′45.4″E / 42.965000°N 141.162611°E

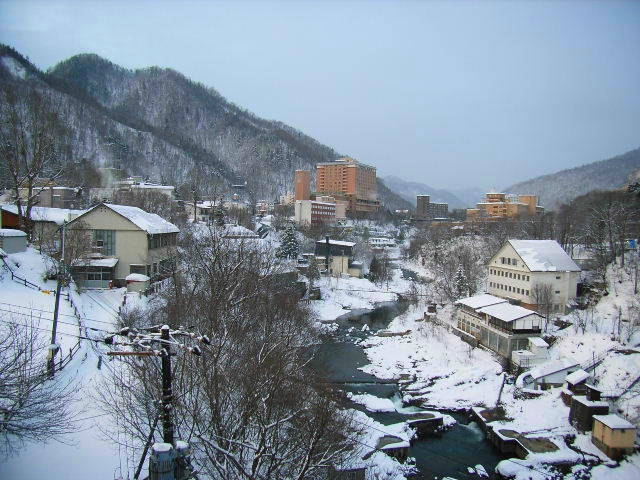
冬之溫泉街

定山溪溫泉（日语：／）是日本北海道札幌市南區的溫泉區，泉質為鹽化物泉；溫泉街位於豐平川及其支流白井川會合處周邊，自札幌市市區可利用國道230號抵達，由於距離札幌市區僅約25公里的車程距離，也被稱為「札幌的奧座敷」。

## 歷史
定山溪溫泉最早在1866年由僧侶美泉定山所發現，在北海道設立開拓使後，開退使官方便開始在此開發溫泉，甚至興建道路。最初官方原本命名為「常山溪」，但在戶籍法實施後，改以「美泉定山」的名字以「定山溪」作為地名。
1914年由於附近的豐羽礦山開始大規模開發，本地逐漸有商家進駐形成溫泉街，1918年連結本地和札幌市區的定山溪鐵道線開始營運，更逐漸成為札幌居民的休閒場所。
自2011年起，每年二月初會在定山溪神社周邊舉辦「雪燈路」，製作大量的雪燈，利用蠟燭將其點亮營造獨特的夜景。

## 圖片集

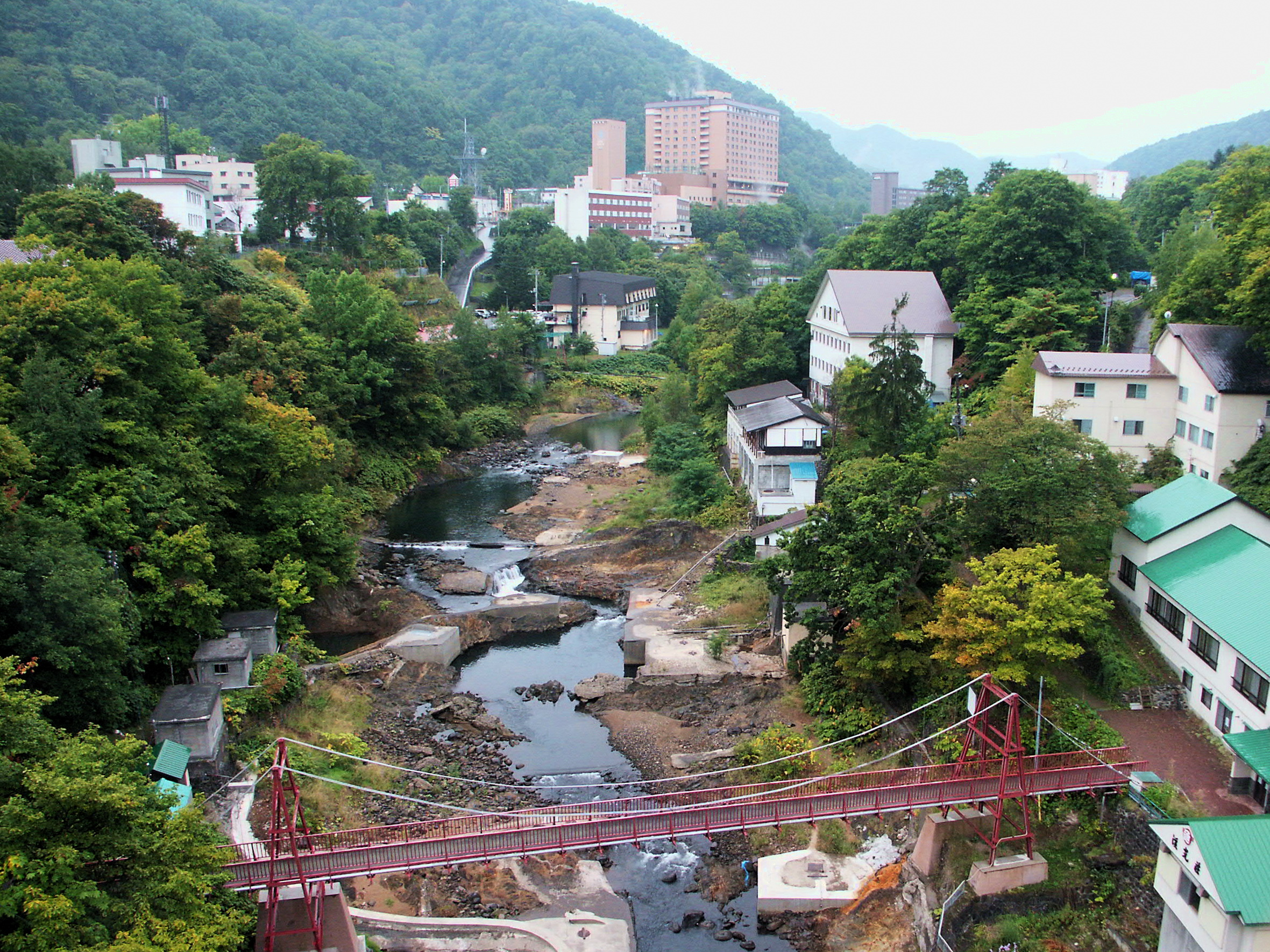
定山溪溫泉區及豐平川
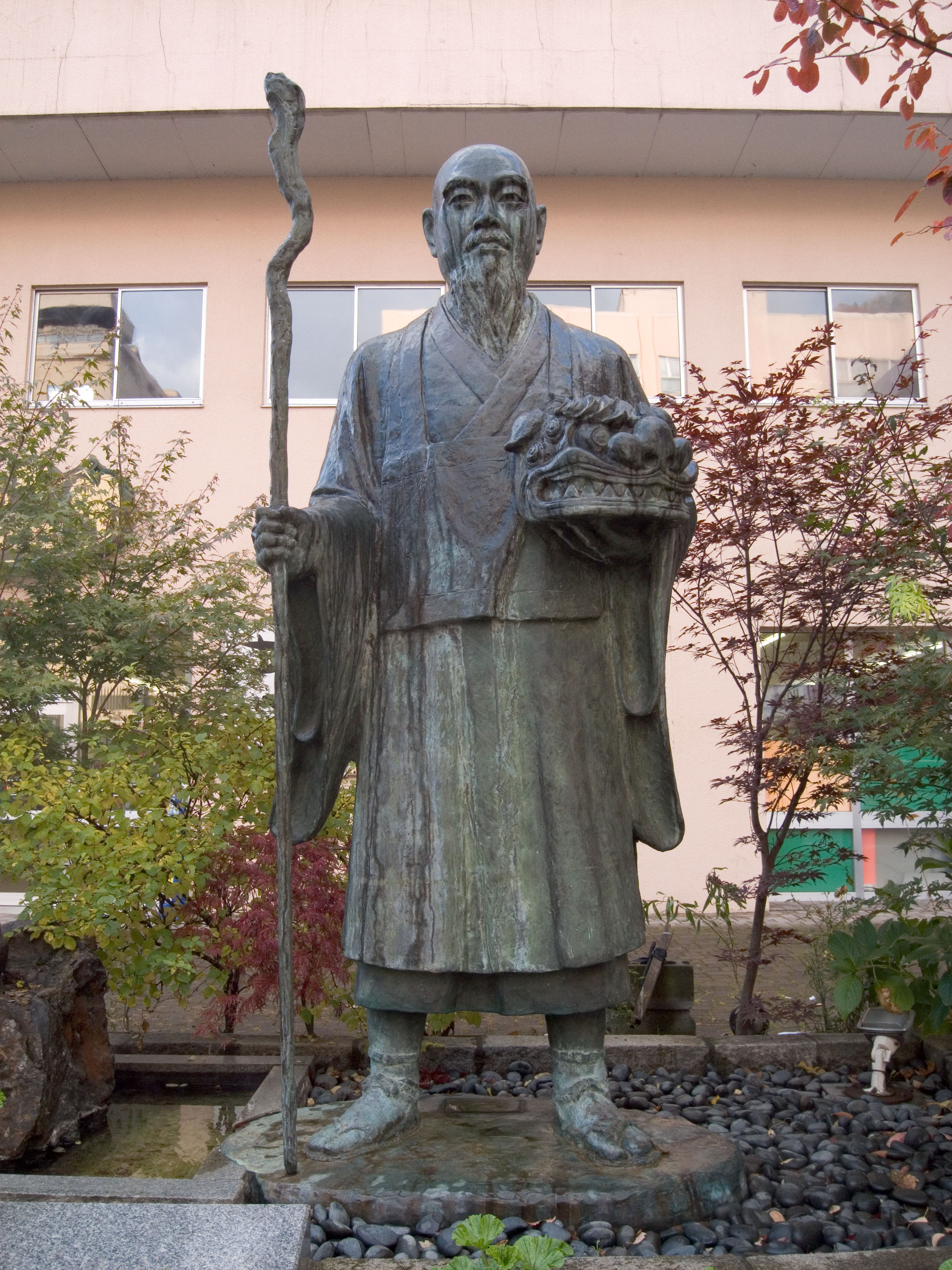
溫泉區內的美泉定山像
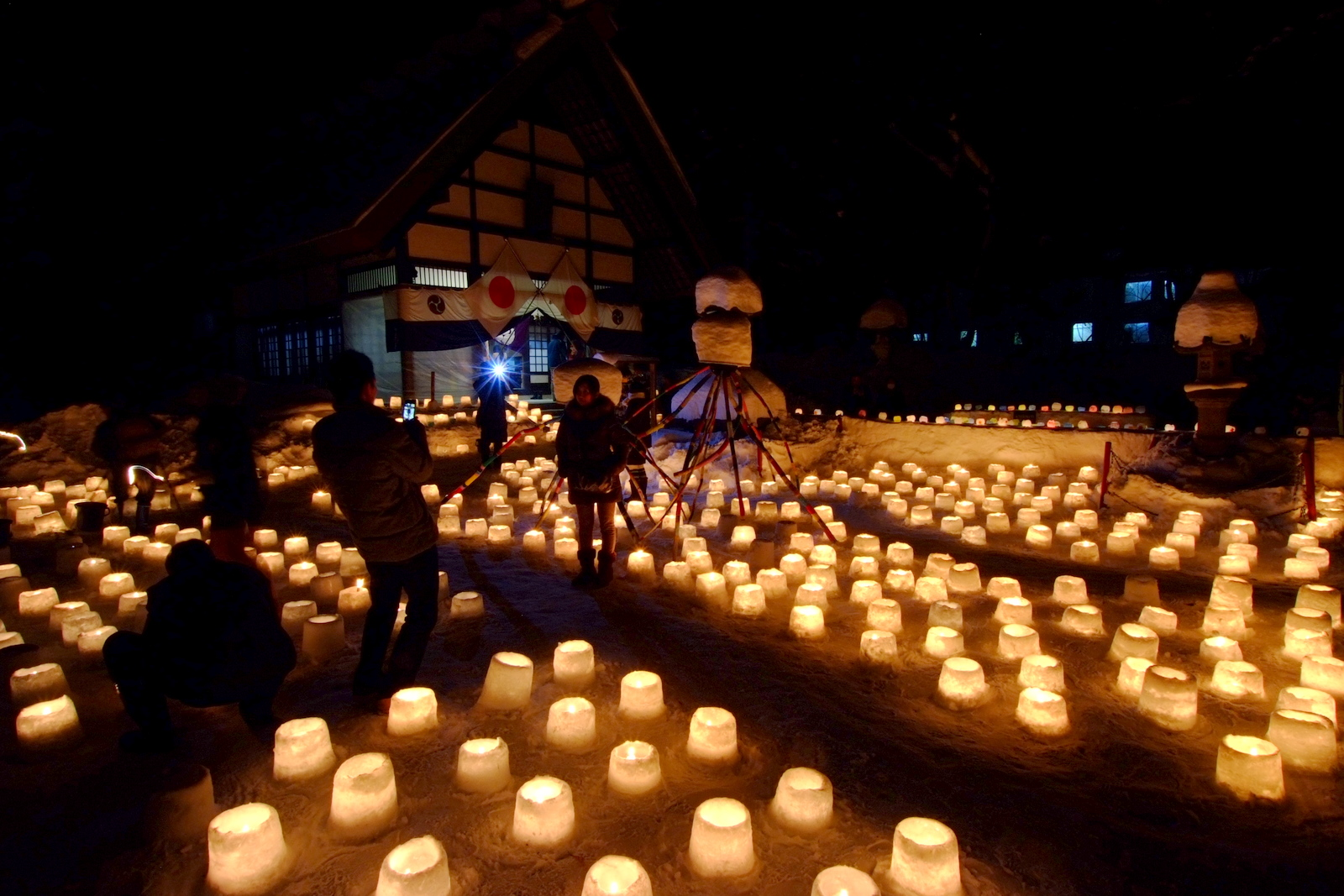
2013年定山溪雪燈路
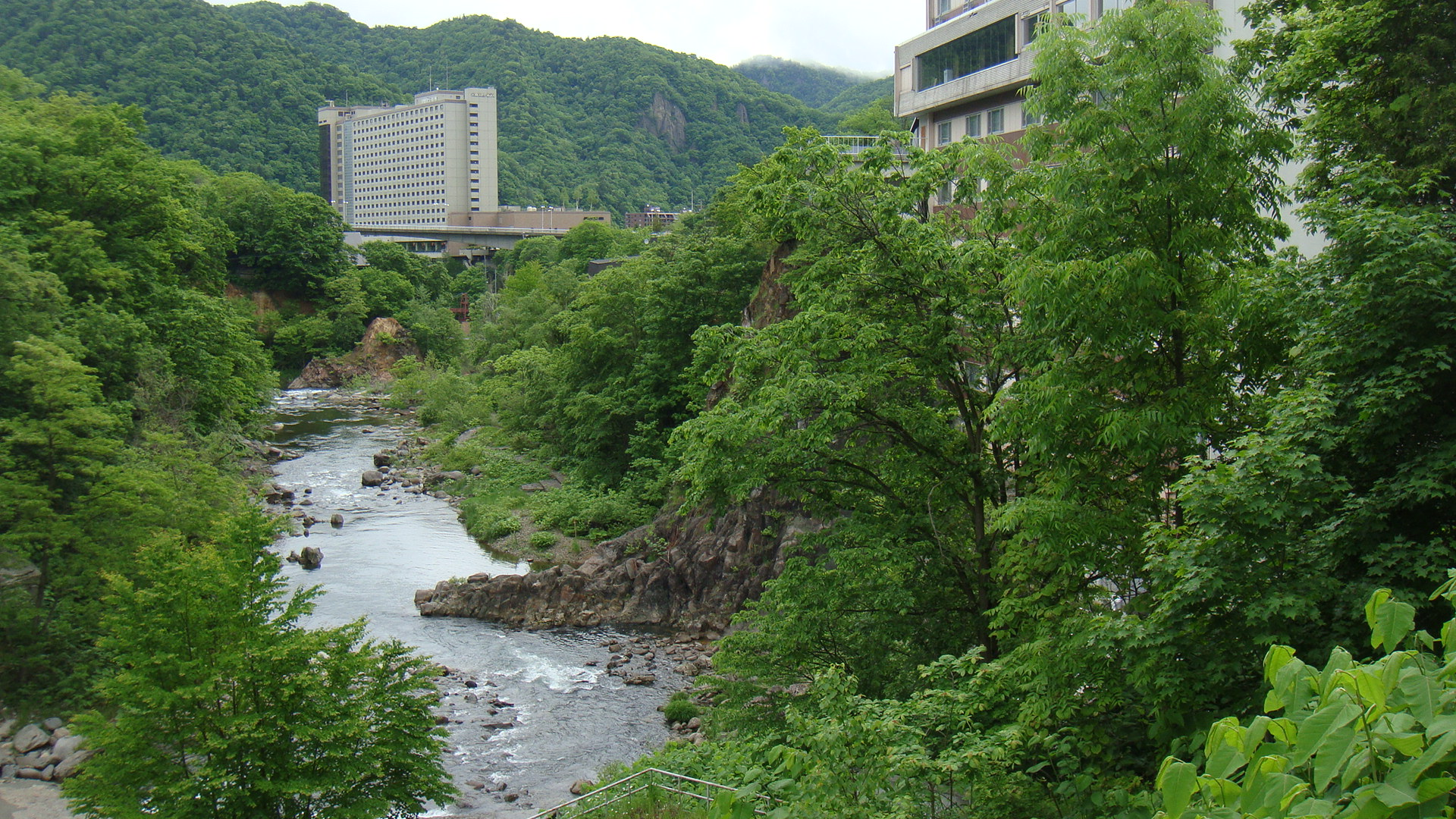
穿越定山溪溫泉區和楓葉林的豐平川

## 外部連結
- （繁體中文） 定山溪觀光協會（页面存档备份，存于）